# (4423) Golden
(4423) Golden (1949 GH) – planetoida z pasa głównego asteroid okrążająca Słońce w ciągu 6,24 lat w średniej odległości 3,39 j.a. Odkryta 4 kwietnia 1949 roku.